# Chiharu Araki
Pour les articles homonymes, voir Araki.
Chiharu Araki (荒木千陽, Araki Chiharu) est une femme politique japonaise née le 1er mars 1982. Ancienne secrétaire de la maire de Tokyo Yuriko Koike, elle rejoint le parti Tomin First no Kai, qu'elle représente à l'assemblée métropolitaine de Tokyo de 2017 à 2022.

## Jeunesse et carrière pré-électorale
Araki naît le 1er mars 1982 à Kumamoto, capitale de la préfecture éponyme. Diplômée de la faculté de droit de l'Université de Kurume (en), elle rejoint en 2011 le bureau de Yuriko Koike, en tant que secrétaire. Sans expérience politique précédente, elle se rend sans rendez-vous dans le bureau de Koike pour postuler. Intriguée, Koike a retenu sa candidature, et l'embauche. 
Elle reste au poste de secrétaire pendant six années, dont une où elle habite avec Koike.

## Carrière électorale
Elle annonce en 2016 souhaiter se présenter aux élections de l'assemblée métropolitaine de Tokyo, spécifiquement dans le quartier de Nakano, bastion du parti libéral-démocrate, dont le représentant a été la cible de nombreuses polémiques, avec l'investiture du Tomin First no Kai, parti nouvellement crée par Koike. Elle remporte cette élection, qui a eu lieu en juin 2017. À cette occasion, elle est nommée responsable des affaires générales du parti. Elle devient également représentante du parti après la démission de Kazu Noda. Elle est réélue à ce poste en 2019, sans opposition interne au sein du parti.
En 2022, elle représente le Tomin à l'élection à la chambre des conseillers pour la circonscription de Tokyo, mais échoue à obtenir un siège. Elle démissionne de son poste à l'assemblée métropolitaine en conséquence, pour assumer la responsabilité de cet échec électoral,. Elle redevient la secrétaire spéciale du parti à cette occasion. 

## Prises de position
Araki se déclare favorable à la légalisation du mariage homosexuel au Japon, ainsi qu'à l'introduction d'un système de quotas pour favoriser l'accession des femmes politiques au Japon à des postes plus élevés.

## Vie privée
Araki se marie en 2022. Elle donne naissance à son premier enfant en juin 2023, grâce à une insémination artificielle.